# The Truth Is Out There...and It Hurts
The Truth Is Out There...And It Hurts  is de achtste aflevering in het Charmed seizoen. De aflevering is geschreven door Zack Estrin en Chris Levinson, de aflevering werd geregisseerd door James A.Conter.

## Verhaal
De zussen proberen een gewone leuke meidenavond te hebben in de bioscoop, maar de leuke avond is nog niet begonnen of Piper krijgt een bericht dat ze dringend gewenst is op haar werk in Quake. Terwijl ze de bioscoop verlaten, wordt Phoebe bijna omver gelopen door een man, dit zorgt ervoor dat Phoebe een visioen ervaart, van een vermoorde vrouw met een gat in haar voorhoofd gebrand. Wanneer er een patrouille arriveert, gaan de heksen ervan uit dat ze te laat zijn om de vrouw te redden, maar het slachtoffer blijkt dit keer een man te zijn, die over dezelfde fatale wonde beschikt als de vrouw in Phoebe haar visioen. De moordenaar slaat dan toe in een technisch laboratorium. De dader blijkt over een derde oog te beschikken in zijn voorhoofd, van waaruit hij een laserachtige straal kan projecteren in zijn slachtoffers. Al wat de politie weet, is dat ze twee schijnbaar losstaande moordzaken hebben, met dezelfde bizarre doodsoorzaak. Phoebe gaat naar het politiebureau, om informatie van Andy te krijgen dat kan bijdragen aan het redden van haar onschuldige over wie ze het visioen heeft gekregen. Wanneer ze later Prue opzoekt in haar kantoor, loopt Phoebe per ongeluk tegen Tanja aan, de broodjesdame, Phoebe krijgt het visioen opnieuw en begrijpt dat de moordenaar nu achter Tanja aanzit. De Charmed Ones weten niet waarom de moordenaar nu jacht maakt op Tanja. Phoebe kan de puzzel oplossen wanneer ze inziet, dat de demon die niet vermeld staat in het Boek Van Schaduwen (Book of Shadows), en een vreemde substantie draagt die nog niet bekend is in de huidige tijd, en de demon jacht maakt op het ongeboren kind van Tanja, besluit Phoebe na dit alles in overweging te hebben genomen, dat de demon vermoedelijk van uit de toekomst is met de duidelijke bedoeling om een gebeurtenis te verhinderen. Met het ontbreken van een spreuk of toverdrankje, worden Piper en Prue gedwongen om het gevecht met de demon aan te gaan, met als enige wapen hun krachten en hun vindingrijkheid. De demon verklapt de Charmed Ones dat hij vanuit de toekomst werd gestuurd om al diegenen te doden die medeplichtig zijn in het maken van een vaccin dat de vernietiging inhoud van zijn ras. Wanneer de demon Prue aanvalt, grijpt ze een koevoet en steekt ze de koevoet in het derde oog van de demon, waar door de demon in een rond draaiende tornado wordt gezogen, en zo verdwijnt. Maar zoals gewoonlijk is het niet enkel het bevechten van demonen dat de Charmed Ones bezighoudt. Prue worstelt nog steeds met een moreel dilemma betreffende Andy en haar geheim. Ze wil wel een relatie met hem, maar ze twijfelt of Andy wel overweg kan met haar heks zijn. Wanneer het Boek der Schaduwen op magische wijze openvalt op een waarheidsspreuk, aanvaardt Prue dit als een teken. Ze reciteert de incantatie die een duurtijd heeft van 24 uur, en wanneer iedereen de waarheid zegt, komt Prue veel meer te weten dan dat ze wilde weten, inclusief het feit dat Andy niet overweg kan met haar heks zijn. Ondertussen zitten Piper en Phoebe nog steeds in competitie met elkaar om de aandacht van de knappe klusjesman Leo Wyatt, maar Phoebe geeft zich gewonnen, door de waarheidsspreuk, ze geeft toe dat ze enkel genitreerd is in Leo, omdat Piper ook in hem geïnteresseerd is. Piper komt ook achter de waarheid dat Leo even hard op haar gesteld is dan dat zij op hem gesteld is.

## Foutjes
De volgende fouten zijn in deze aflevering te ontdekken:
- Wanneer Andy aan Prue vraagt of haar kinderen haar krachten zullen erven, antwoordt ze als het meisjes zijn...'Natuurlijk wat later in de reeks moet men nog ontdekken dat Piper haar zonen ook hun moeders en vaders krachten erven.
- Andy verklaart dat bij de slachtoffers van de tijdreiziger moordenaar, de kleur van hun ogen, is weg gedraineerd, het eerste slachtoffer Mitchell wordt in deze toestand gefilmd, maar de ogen van de volgende slachtoffers blijven normaal.
- Hoe weet Piper waar ze Prue kan vinden, en de tijdreiziger in Bucklands.
- In deze aflevering is de waarheidsspreuk voor de demonen pagina in het Boek der Schaduwen, maar in de aflevering Out of Sight bevindt de waarheidsspreuk zich achter de demon pagina.
- In de proloog van de aflevering valt de demon Dokter Mitchell aan waarbij de demon hem dood en waarbij hij ook de irissen (regenboogvlies of sclera) van het slachtoffer vernietigt. De ogen van het slachtoffer worden wit, en de latere dialoog bevestigt dat de irissen verdwenen zijn uit zijn ogen. Maar wanneer de Charmed Ones zijn lijk vinden, zijn de ogen van het slachtoffer open en kan men heel duidelijk de irissen (regenboogvlies of sclera) van de ogen zien.
- In de lift draagt Tanja een wit T-shirtje onder haar blauwe sweater, maar eens gearriveerd in het Halliwell huis draagt ze geen wit T-shirt meer.
- Wanneer Phoebe aan Piper vraagt wat ze echt denkt van haar baas, kan je duidelijk zien dat de tatoeage van Holly cover-up make-up bevat omdat dat gedeelte van haar pols donkerder is dan de rest van haar huid.